# Бриана Лов
Бриана Лов (на английски: Brianna Love) е американска порнографска актриса, родена на 14 март 1985 г. в град Фресно, щата Калифорния, САЩ.

## Награди и номинации
Носителка на награди
- 2008: AVN награда за най-добро закачливо изпълнение – „Brianna Love: Her Fine Sexy Self“.[3]
- 2008: Adam Film World награда за момиче с голям задник на годината.[4]
- 2009: AVN награда за най-добра групова секс сцена само с момичета – „Мажоретки“ (с Адреналин, Шей Джордан, Стоя, Мемфис Монро, Прия Рай, София Санти, Джеси Джейн и Лекси Тайлър).[5]

Номинации
- 2005: Номинация за CAVR награда за звездица на годината.[6]
- 2007: Номинация за CAVR награда за звезда на годината.[7]
- 2008: Номинация за AVN награда за изпълнителка на годината.[8]
- 2008: Номинация за AVN награда за най-добра актриса (видео).[8]
- 2008: Номинация за AVN награда за най-добра сцена с анален секс (видео) – „Filth Cums First“ (с Рико Стронг).[8]
- 2008: Номинация за AVN награда за най-добра сцена с орален секс (видео) – „I Wanna Get Face Fucked 4“.[8]
- 2008: Номинация за AVN награда за най-добра сцена с орален секс (видео) – „Brianna Love Is Buttwoman“.[8]
- 2008: Номинация за XBIZ награда за изпълнителка на годината.[9]